# Velilla de Ebro
Velilla de Ebro ist eine spanische Gemeinde (municipio) in der Provinz Saragossa der autonomen Region Aragonien. Sie liegt in der Comarca Ribera Baja del Ebro. 2024 hatte die Gemeinde 207 Einwohner.

## Lage
Velilla de Ebro liegt etwa 58 Kilometer südöstlich von Saragossa am rechten Ufer des Ebro in einer Höhe von 150 m.

## Geschichte
Im Gemeindegebiet liegt die Ausgrabungsstätte Celsa, die die Reste der früheren römischen Siedlung Colonia Victrix Iulia Celsa birgt. Diese Siedlung wurde 44 vor Christus von Marcus Aemilius Lepidus gegründet. Die heutige Ortschaft ist eine maurische Gründung.

## Bevölkerungsentwicklung seit 1900
| 1900 | 1910 | 1920 | 1930 | 1940 | 1950 | 1960 | 1970 | 1981 | 1991 | 2001 | 2011 | 2021 |
| ---- | ---- | ---- | ---- | ---- | ---- | ---- | ---- | ---- | ---- | ---- | ---- | ---- |
| 1020 | 1163 | 1052 | 909  | 831  | 738  | 641  | 447  | 338  | 290  | 267  | 245  | 203  |

## Sehenswürdigkeiten
- archäologische Grabungsstätte Celsa
- Himmelfahrtskirche (Iglesia de Nuestra Señora de la Asuncion) aus dem 16./17. Jahrhundert
- Nikolauskapelle (Ermita de San Nicolás de Bari) aus dem 17./18. Jahrhundert
- Burgruine
- Rathaus

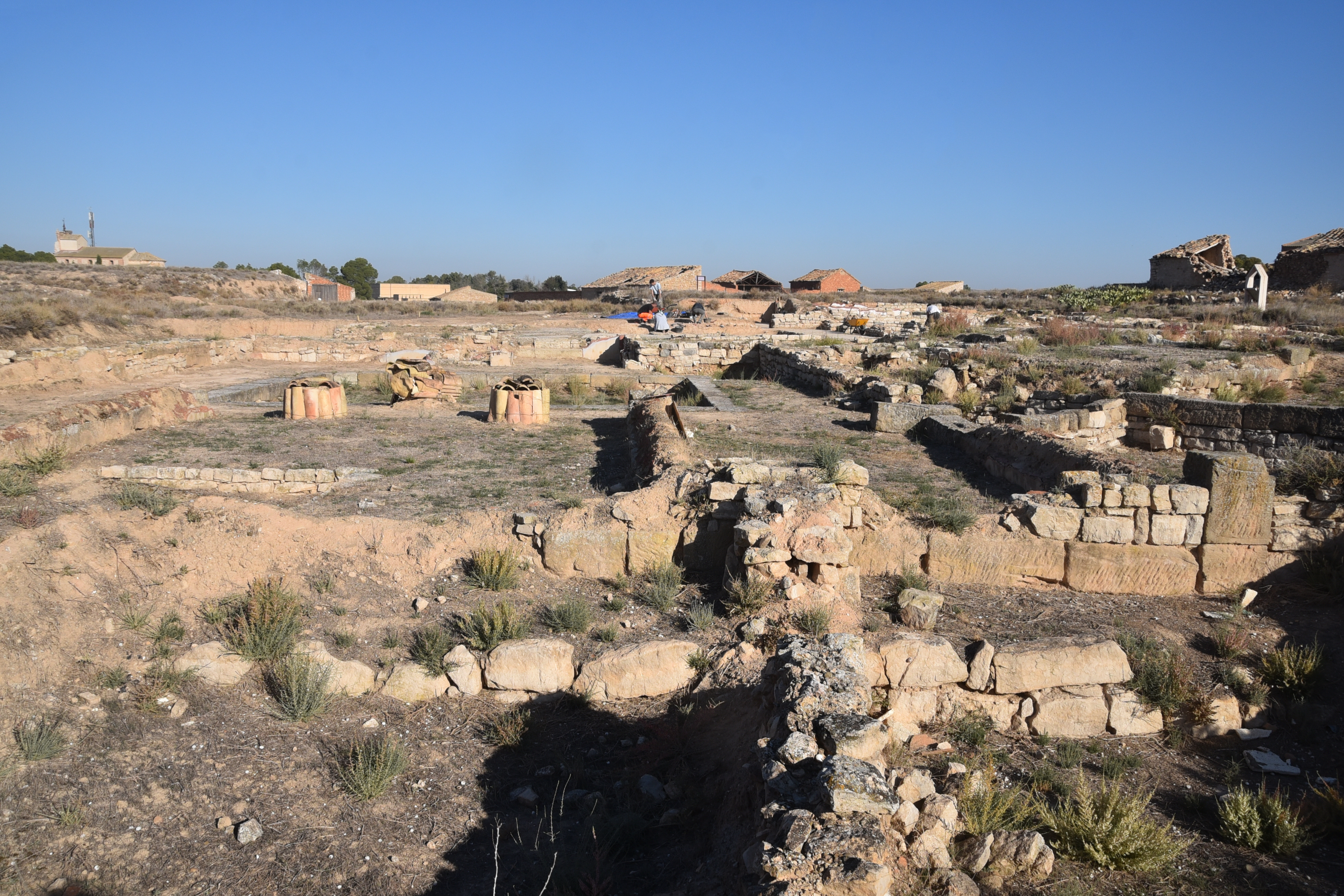
Reste der Colonia Victrix Iulia Celsa